# The Everly Brothers

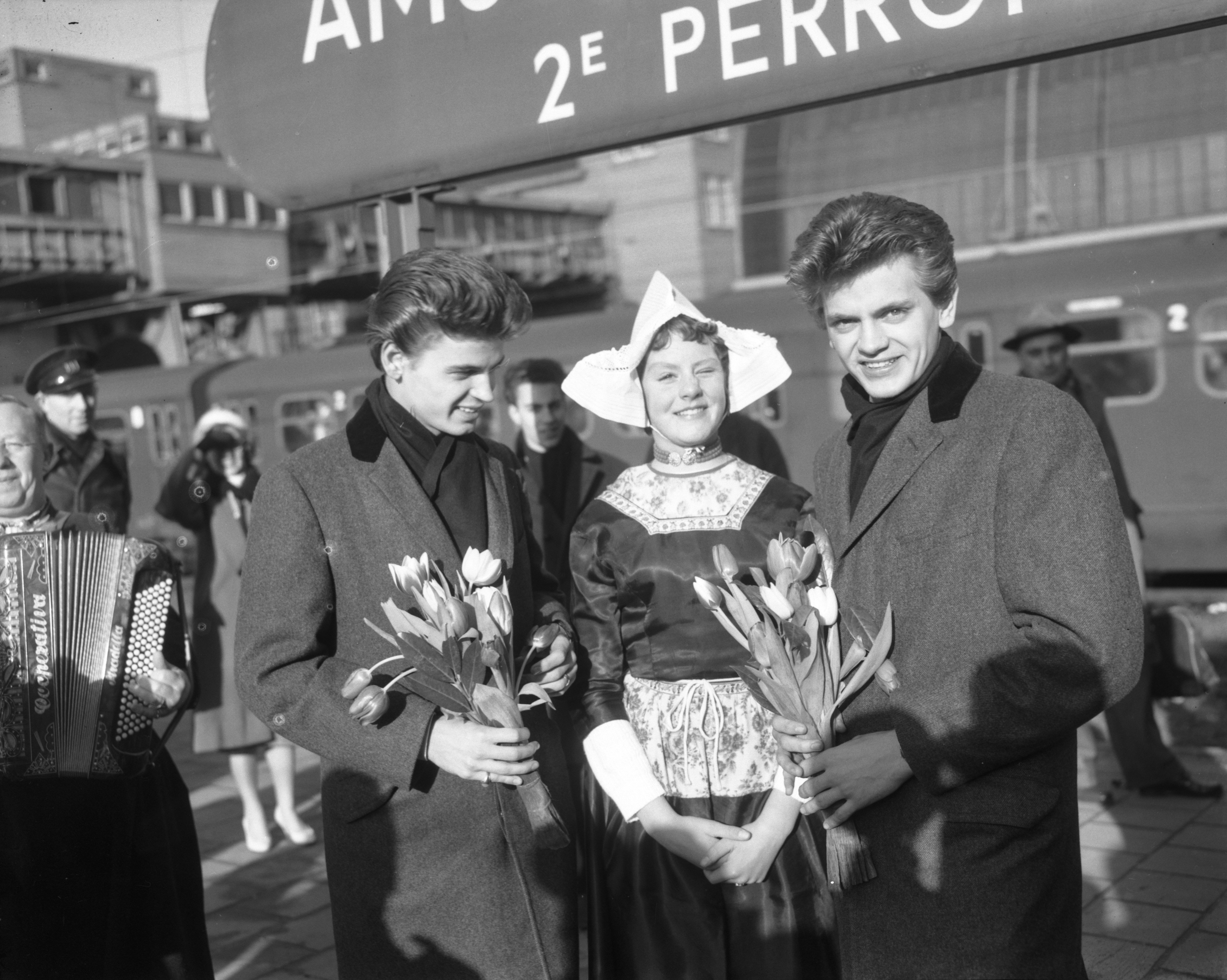
The Everly Brothers in Amsterdam (1959)

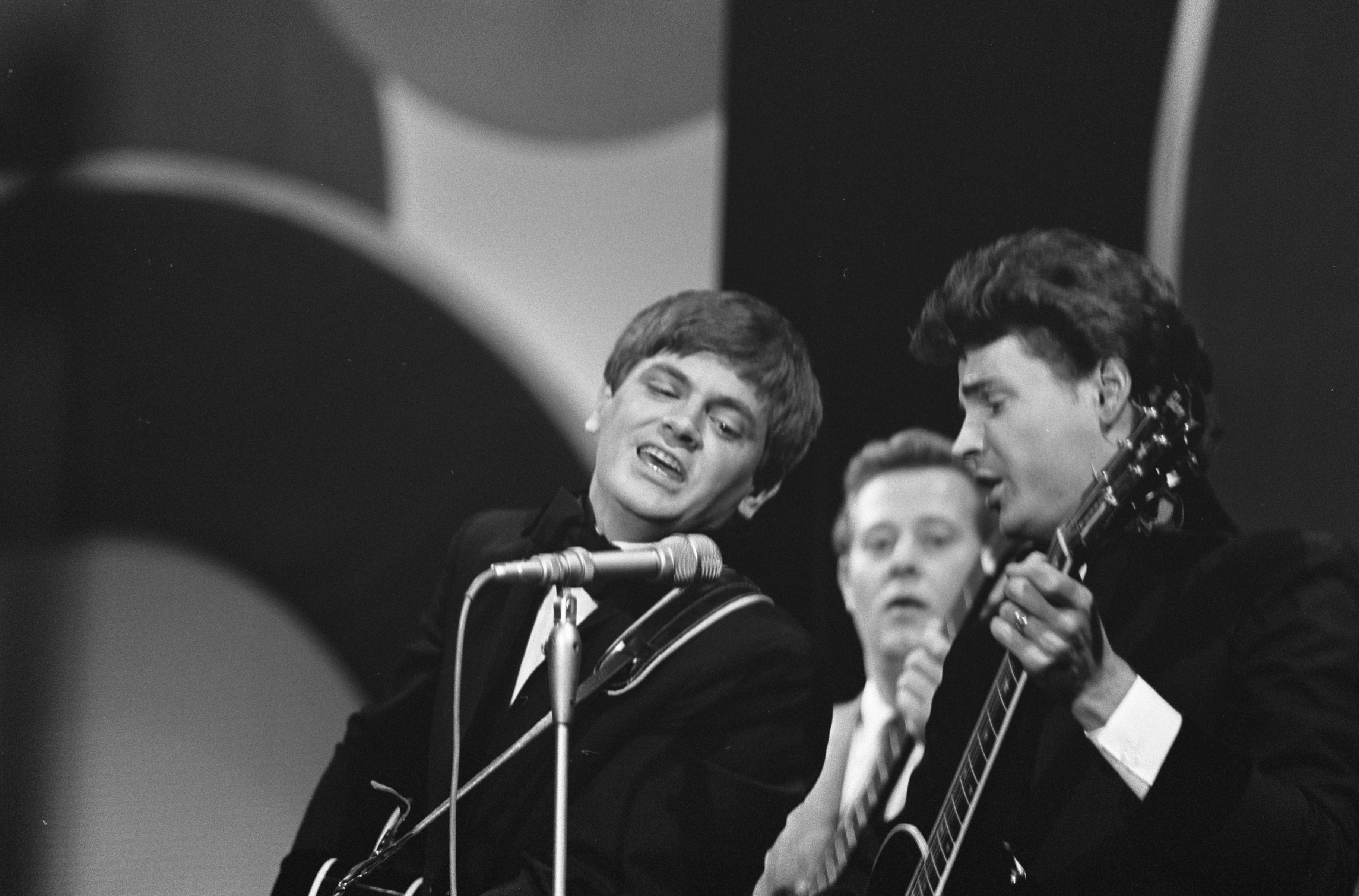
De Everly's op het Grand Gala du Disque (1965)

The Everly Brothers, artiestennaam van de broers Isaac Donald (Don) Everly (1937–2021) en Philip (Phil) Everly (1939–2014), was een Amerikaans zangduo, dat zijn grootste succes kende in de jaren vijftig en zestig van de twintigste eeuw.
The Everly Brothers zijn vooral bekend geworden door een eigen vorm van close harmony (harmonieuze samenzang), waarbij ze zichzelf begeleidden op de akoestische steelstringgitaar. Doorgaans zong Don de lage baritonpartij, terwijl Phil de tenorzang voor zijn rekening nam. Ze begonnen als countrymuzikanten, maar werden sterk beïnvloed door rock-'n-roll en popmuziek. Zelf oefenden ze met hun muziek grote invloed uit op die van vele andere artiesten.

## Loopbaan
Don en Phil waren de kinderen van twee countrymuzikanten die hun zoons al vroeg in contact brachten met de muziek. Het gehele gezin trad als The Everly Family vanaf het midden van de jaren veertig op in radioprogramma's. In het midden van de jaren vijftig trokken de broers naar Nashville, waar ze de aandacht trokken van Chet Atkins. Hij probeerde hen landelijk te promoten en produceerde hun eerste single Keep A-Lovin' Me, die echter flopte.
De twee werden gecontracteerd door het platenlabel Cadence Records. De tweede single - en de eerste voor dit label - Bye Bye Love werd een enorme hit in 1957. Met hulp van producer Archie Bleyer en de liedjesschrijvers Boudleaux Bryant en Felice Bryant volgden meer hits, waaronder Wake Up Little Susie, Claudette (geschreven door Roy Orbison), Bird Dog, (Till) I kissed you en All I Have to Do Is Dream. In 1960 tekenden de broers een contract met het invloedrijke grote label Warner Bros. Records. De eerste hit voor Warner was Cathy's Clown, gevolgd door Lucille, Ebony Eyes en Crying in the Rain.
Vanaf 1962 was de piek van commercieel succes voorbij, hoewel de broers op artistiek gebied alleen maar vooruitgingen. Zij waren niet opgewassen tegen de Britse invasie in Amerika van popgroepen onder aanvoering van The Beatles, hoewel die hen zeer bewonderden.  De broers namen in 1966 een album op met The Hollies, Two Yanks in England. Het album Roots uit 1968 werd een klassieker die van grote invloed was op de countryrock.
Hun carrière kende echter geen bloei meer en in juli 1973 gingen de twee hun eigen weg. Ze brachten, zonder succes, enkele soloplaten uit. In 1983 kwamen de broers weer bij elkaar. Ze gaven concerten in de Londense Royal Albert Hall, bijgestaan door onder anderen gitarist Albert Lee. Het jaar daarop kwam een nieuw studio-album uit, EB 84, dat door Dave Edmunds was geproduceerd. Paul McCartney schreef voor de broers de hit On the Wings of a Nightingale. In 1983 kwam op single een duet uit van Phil met Cliff Richard, She means nothing to me, dat geen hit werd.
Het succes zette niet door op het volgende album en vanaf 1988 zijn er geen nieuwe albums van de Everly Brothers meer uitgekomen. De broers werkten wel mee aan verschillende albums van andere artiesten. Zo zongen zij in 1986 de achtergrondpartij in van het lied Graceland van het gelijknamige album van Paul Simon.
Phil Everly overleed op 3 januari 2014 op 74-jarige leeftijd aan de gevolgen van complicaties door emfyseem en bronchitis. Don overleed op 21 augustus 2021 op 84-jarige leeftijd in zijn woning in Nashville. Beiden werden overleefd door hun moeder Margaret, geboren in 1919 en overleden eind 2021.

## Erkenning
The Everly Brothers waren met 35 hits recordhouder van de meeste nummers in de Billboard Hot 100 gezongen door een duo. Ze hebben grote invloed uitgeoefend op de generatie popmusici na hen, onder wie The Beatles, The Hollies, The Beach Boys, The Bee Gees, The Byrds, The Flying Burrito Brothers en Simon & Garfunkel. In 2015 werden ze in Rolling Stone nummer 1 in de lijst van "grootste duo's aller tijden". Neil Young verklaarde dat alle groepen waarvan hij deel had uitgemaakt, waaronder Buffalo Springfield en CSNY, geprobeerd hadden de Everly's na te bootsen, zonder dat dit was gelukt.
In 1997 werden de broers geëerd met een Grammy Lifetime Achievement Award. Ook werden ze opgenomen in een groot aantal 'halls of fame':
- Rockabilly Hall of Fame
- Rock and Roll Hall of Fame (1986)
- America's Old Time Country Music Hall of Fame (1987)
- Country Music Hall of Fame (2001)
- Nashville Songwriters Hall of Fame (2001)
- Kentucky Music Hall of Fame (2002)
- Vocal Group Hall of Fame (2004).

## Discografie

### Albums
| Album met eventuele hitnotering(en) in de Nederlandse Album Top 100 | Datum van verschijnen | Datum van binnenkomst | Hoogste positie | Aantal weken | Opmerkingen                       |
| ------------------------------------------------------------------- | --------------------- | --------------------- | --------------- | ------------ | --------------------------------- |
| Stories We Could Tell                                               | 1972                  | 22-04-1972            | 20              | 1            |                                   |
| The Everly Brothers 1957-1960                                       | 1974                  | ?                     | ?               | ?            | Verzamelalbum NL                  |
| Hun 20 grootste hits                                                | 1977                  | 15-10-1977            | 16              | 22           | Verzamelalbum                     |
| Reunion Concert                                                     | 1984                  | -                     |                 |              | Livealbum / #4 in de TV LP Top 15 |
| EB '84                                                              | 1984                  | 29-09-1984            | 6               | 17           |                                   |
| Born Yesterday                                                      | 1985                  | 23-11-1985            | 45              | 6            |                                   |
| The Very best of Everly Brothers                                    | 1991                  | 11-05-1991            | 36              | 10           | Verzamelalbum                     |

### Singles
| Single met eventuele hitnotering(en) in de Nederlandse Top 40 | Datum van verschijnen | Datum van binnenkomst | Hoogste positie | Aantal weken | Opmerkingen              |
| ------------------------------------------------------------- | --------------------- | --------------------- | --------------- | ------------ | ------------------------ |
| Pré-Top 40                                                    |                       |                       |                 |              |                          |
| Bye Bye Love                                                  | 1957                  | 09-1957               | 5               | 20           |                          |
| Wake Up Little Susie                                          | 1958                  | 02-1958               | 6               | 12           |                          |
| Claudette / All I Have to Do Is Dream                         | 1958                  | 08-1958               | 13              | 4            |                          |
| Bird Dog / Devoted to You                                     | 1958                  | 11-1958               | 3               | 32           |                          |
| Problems                                                      | 1959                  | 03-1959               | 9               | 16           |                          |
| ('Til) I Kissed You                                           | 1959                  | 12-1959               | 2               | 20           |                          |
| Cathy's Clown                                                 | 1960                  | 27-05-1960            | 3               | 18           |                          |
| Let It Be Me                                                  | 1960                  | 03-06-1960            | 16              | 8            |                          |
| Lucille                                                       | 1960                  | 30-09-1960            | 11              | 1            |                          |
| Lucille / So Sad (To Watch Good Love Go Bad)                  | 1960                  | 25-11-1960            | 7               | 7            |                          |
| Ebony Eyes / Walk Right Back                                  | 1961                  | 17-02-1961            | 3               | 17           |                          |
| Temptation                                                    | 1961                  | 04-08-1961            | 2               | 14           |                          |
| Muskrat                                                       | 1961                  | 12-1961               | 20              | 4            |                          |
| Crying in the Rain                                            | 1962                  | 27-04-1962            | 9               | 2            |                          |
| That's Old Fashioned (That's the Way Love Should Be)          | 1962                  | 08-1962               | 23              | 8            |                          |
| It's Been Nice                                                | 1963                  | 07-1963               | 30              | 4            |                          |
| The Ferris Wheel                                              | 1964                  | 05-09-1964            | 41              | 4            |                          |
| Top 40                                                        |                       |                       |                 |              |                          |
| That'll Be the Day                                            | 1965                  | 08-05-1965            | 9               | 13           |                          |
| The Price of Love                                             | 1965                  | 19-06-1965            | 8               | 11           |                          |
| I'll Never Get Over You                                       | 1965                  | 14-08-1965            | 26              | 6            |                          |
| Love Is Strange                                               | 1965                  | 16-10-1965            | 11              | 11           |                          |
| It's on My Way Home Again                                     | 1970                  | 10-10-1970            | 39              | 2            | #28 in de Single Top 100 |
| On the Wings of a Nightingale                                 | 1984                  | 15-09-1984            | 4               | 11           | #3 in de Single Top 100  |
| The Story of Me                                               | 1984                  | 24-11-1984            | tip10           | -            | #39 in de Single Top 100 |

### NPO Radio 2 Top 2000
| Nummers met noteringen in de NPO Radio 2 Top 2000 | '99  | '00  | '01  | '02  | '03  | '04  | '05  | '06  | '07  | '08  | '09  | '10  | '11  | '12  | '13 | '14  |
| ------------------------------------------------- | ---- | ---- | ---- | ---- | ---- | ---- | ---- | ---- | ---- | ---- | ---- | ---- | ---- | ---- | --- | ---- |
| All I Have to Do Is Dream                         | 718  | 1159 | 1519 | 1310 | 1489 | 1716 | 1850 | 1915 | 1958 | 1727 | -    | -    | -    | -    | -   | -    |
| Bye Bye Love                                      | 807  | 1055 | -    | 1538 | 1523 | 1444 | 1609 | 1550 | 1625 | 1566 | -    | 1978 | -    | 1844 | -   | -    |
| Cathy's Clown                                     | 950  | 1247 | -    | 1547 | 1502 | 1737 | -    | -    | 1991 | -    | -    | -    | -    | -    | -   | -    |
| Claudette                                         | 1429 | 1367 | -    | -    | -    | -    | -    | -    | -    | -    | -    | -    | -    | -    | -   | -    |
| Crying in the Rain                                | 627  | -    | 1531 | 1465 | 1511 | 1460 | 1597 | 1608 | 1599 | 1561 | -    | 1940 | -    | -    | -   | -    |
| Ebony Eyes                                        | 848  | 912  | 1406 | 1484 | 1216 | 1442 | 1394 | 1218 | 1311 | 1295 | -    | -    | -    | -    | -   | -    |
| Let It Be Me                                      | 786  | -    | 1882 | 1887 | 1590 | 1623 | 1559 | 1394 | 1386 | 1498 | -    | -    | -    | -    | -   | -    |
| On the Wings of a Nightingale                     | 571  | 557  | 187  | 1058 | 1030 | 738  | 693  | 754  | 782  | 721  | 1206 | 1211 | 1334 | -    | -   | 1897 |
| Wake Up Little Susie                              | 1219 | 1582 | -    | 1868 | 1865 | -    | -    | -    | -    | -    | -    | -    | -    | -    | -   | -    |

1. ↑  Een '-' betekent dat het nummer niet was genoteerd en een vetgedrukt getal geeft de hoogste notering van een nummer aan.
2. ↑  Deze tabel is bijgewerkt tot en met de meest recente editie (2024).

### Dvd's
| Dvd's met hitnoteringen in de Nederlandse DVD Music Top 30 | Datum van verschijnen | Datum van binnenkomst | Hoogste positie | Aantal weken | Opmerkingen |
| ---------------------------------------------------------- | --------------------- | --------------------- | --------------- | ------------ | ----------- |
| Reunion Concert - Live from the Royal Albert Hall          | 2003                  | 26-07-2003            | 19              | 13           |             |
| Harmonies from Heaven                                      | 2016                  | 24-09-2016            | 15              | 2            |             |

## Trivia
- De Nederlandse zanger René Shuman nam in de jaren negentig in Los Angeles een duet op met Phil Everly met de titel On top of the world.
- In het nummer Let 'Em In van Wings wordt gerefereerd aan The Everly Brothers.
- De twee broers waren tevens eigenaar van Everly Music, een muziekbedrijf dat o.a. het bij gitaristen bekende snarenmerk Cleartone op de markt brengt.
- Don en Phil Everly waren neven van acteur James Best (Rosco P. Coltrane in de serie The Dukes of Hazzard).
- Het nummer All I Have to Do is Dream is door de Nederlands-Colombiaanse zanger Jody Bernal gecoverd onder de titel Dreams.

- Bibliothèque nationale de France: cb13903387k (data)
- Gemeinsame Normdatei: 5229506-0
- International Standard Name Identifier: 0000 0001 2253 7966
- Library of Congress Control Number: n85133117
- MusicBrainz: 091ec508-877f-4e3c-92a3-10903bbbc7ad
- Nationale Bibliotheek van Tsjechië: xx0029155
- Nationale Bibliotheek van Israël: 987007506098905171
- SNAC: w6584pbd
- Virtual International Authority File: 121316476